# 1962년 4월 프랑스 국민투표
1962년 4월 프랑스 국민투표는 알제리 임시정부와의 정전과 독립 등 8개선언 등을 포함한 에비앙 협정에 대해 치러진 찬반투표였다. 1962년 4월 8일 치러졌다.

## 결과
| 에비앙 협정    | 에비앙 협정 | 에비앙 협정 |
| 찬성 또는 반대 | 득표수      | 득표율      |
| -------------- | ----------- | ----------- |
| 찬성           | 17,866,423  | 90.8%       |
| 반대           | 1,809,074   | 9.2%        |
| 총 득표수      | 22,779,303  | 100.00%     |
| 투표율         | 75.3%       | 75.3%       |

## 같이 보기
- 알제리 전쟁
- 알제리
- 에비앙 협정